# Isoetes wormaldii
Isoetes wormaldii är en kärlväxtart som beskrevs av Robert Sim. Isoetes wormaldii ingår i släktet braxengräs, och familjen Isoetaceae. Inga underarter finns listade i Catalogue of Life.